# Pseudogaurax lucisens
Pseudogaurax lucisens är en tvåvingeart som först beskrevs av Günther Enderlein 1911.  Pseudogaurax lucisens ingår i släktet Pseudogaurax och familjen fritflugor. Inga underarter finns listade i Catalogue of Life.